# Lichtschulheim Lüneburger Land
Das Lichtschulheim Lüneburger Land (LLL) war eine reformpädagogisch orientierte private Oberschule in Glüsingen bei Betzendorf, 17 Kilometer südwestlich von Lüneburg. Es bestand von 1927 bis 1933.

## Entstehung und Schüler
Gegründet 1927 von Walter Fränzel und seiner Frau Elise, unterrichteten hier bis zur Schließung durch das Naziregime im Jahre 1933 drei bis vier Lehrer rund 60 Schüler aus ganz Deutschland. Der Unterricht des LLL war für Schüler ab der 5. Klasse staatlich anerkannt, Kinder im Grundschulalter lebten dort ebenfalls, sie besuchten die nahegelegene Dorfschule. Fränzel gab auch die Zeitschrift „Soma“ heraus.

## Ziele
Zu den pädagogischen Prinzipien des LLL gehörte der möglichst häufige Aufenthalt im Freien, die organische Verbindung von Leben und Unterricht in koedukativer Nacktheit. Ebenso das freundschaftlich-kameradschaftliche Verhältnis von Lehrern und Schülern sowie die Achtung der Persönlichkeit der Schüler und ihre individuelle Förderung.
Zu den Prinzipien gehörte auch der Schwerpunkt der Ausbildung bei Kunst und Musik, Werkarbeit und Gartenbau. Technik war ein eigenes Unterrichtsfach. Auf Fremdsprachen wurde mehr Wert gelegt als damals üblich war. Ansonsten folgte der Lehrbetrieb den seinerzeit für die Deutsche Oberschule geltenden Richtlinien.
Das LLL hatte recht oft Besuch ausländischer Gäste, nicht zuletzt von mit Fränzel befreundeten Pädagogen, die das Projekt kennenlernen wollten.
Ziele des Lichtschulheimes waren unter anderem:
- Ständiger Aufenthalt in gesundheitsfördernder Wald- und Heideluft, was für Großstadtkinder erholsam war und mit den Zielen der Landerziehungsheimbewegung zusammenzudenken ist.
- Organische Verbindung von Leben und Unterricht, ein pädagogisches Ziel, das der praxisfernen, kopflastigen Zwangs- und Paukschule eine Absage erteilt.
- Freundschaftlich-kameradschaftliches Verhältnis von Lehrern und Schülern, eine Zielvorstellung, die in der Jugendbewegung unter dem Slogan „Jugend erzieht Jugend“ propagiert wurde.
- Zusammensetzung der Schülerschaft aus allen Teilen Deutschlands, ein Ziel, das der Verständigung der Regionen verpflichtet war und mit dem Ziel des Internationalismus zusammen gesehen werden kann.
- Anregung durch weitgereiste Besucher aus dem In- und Ausland und Reisen ins benachbarte Ausland, ein Ziel, das die internationale, weltoffene und tolerante Konzeption der Schule unterstreicht.
- Reichliche Gelegenheit zur Kunstausübung, zur Werkarbeit und zum Gartenbau, ein Ziel, das dem Anspruch auf Ganzheitlichkeit, Pestalozzis Lernen mit „Kopf, Herz und Hand“, in der Reformpädagogischen Bewegung entspricht.
- Unabhängigkeit von politischen Tagesströmungen bei gleichzeitiger reger Anteilnahme an den Ereignissen und Fragen der Gegenwart, ein Ziel, das der pädagogischen Autonomie, der Vorstellung einer pädagogischen Provinz, eines pädagogischen Schonraums entspricht.
- Abkehr von Zwang und Strafe: „Leistungen sind nur von einem schaffensfrohen Kind zu erwarten. Pflicht, Not, Zwang, Lohn und Strafe mögen allenfalls bei Erwachsenen fruchten. Schaffensfreude setzt Lebensfreude und Gesundheit voraus...“
- Wohldurchdachte gesunde Lebensweise, fleischlose Reformdiät, vegetarische Kost, ein Ziel, das sich einerseits auf medizinisch-naturheilkundliche Begründungszusammenhänge, andererseits auf ethisch-moralische Prinzipien des Tierschutzgedankens gründet.
- Methodische Gewöhnung an Hitze und Kälte, besonders durch häufiges Nackt-Sein bei Gymnastik, Morgenlauf, Sport und Spiel im Sinne der Freikörperkultur. „In sonst gesundem seelischen Klima ist Nacktsein nach unseren langjährigen Erfahrungen wie nach immer mehr sich durchsetzender allgemeiner Ansicht ein nicht zu unterschätzender Erziehungsfaktor.“
- Schaffung einer Jugend, für die die Sexualität natürlich, aber nicht Hauptinteresse ist, ein Ziel, das der damals weit verbreiteten Sexualreform-Bewegung nach Magnus Hirschfeld und Wilhelm Reich entspricht.
- Stolz auf den eigenen Körper und Freude an den wohltrainierten und sonnengebräunten Körpern der Mitschüler, ein Ziel, das einer körperbejahenden und leibfreundlichen Einstellung entspricht, der Förderung der menschlichen Würde, des Selbstwertgefühls und der individuellen Autonomie.
- Enthaltung von Reiz- und Rauschstoffen wie Drogen, Alkohol, Tabak, Kaffee und Süßigkeiten, einem Ziel, das Gesundheit und körperliche Widerstandsfähigkeit fördert.

Das Lichtschulheim arbeitete nach den für die Deutsche Oberschule aufgestellten Richtlinien. Grundschulpflichtige besuchten die nahe gelegene Dorfschule, genossen aber außerhalb des Schulunterrichts alle Vorteile des Heimes.

## Verhältnis zu Politik und Gesellschaft
Das LLL strebte die „weitestgehende Unabhängigkeit von politischen Tagesströmungen bei gleichzeitig möglichst reger Anteilnahme an den Ereignissen und Fragen der Gegenwart“ an. Tatsächlich standen Fränzel sowie die meisten anderen Lehrer und Schüler-Eltern eher linken und liberalen Vorstellungen nahe. Dies war ein Grund für die Schließung der Schule im Jahre 1933.

## Das LLL als Teil der Lebensreform-Bewegung
Im Sinne der so genannten Lebensreform war die Küche rein vegetarisch. Zum festen Programm gehörten der meist nackte morgendliche Wald- bzw. Geländelauf und viel Gymnastik und Sport. Anders als bei antiautoritären pädagogischen Projekten wie etwa der englischen Schule Summerhill, achtete das LLL auf eine Balance zwischen Disziplin und Freiheit. Die Teilnahme am Unterricht und an diversen Diensten für die Gemeinschaft war obligatorisch, körperliche Abhärtung wurde angestrebt, es gab jedoch keinen Drill. Am Geburtstag war die Teilnahme am Unterricht freiwillig.
Die Ausstattung der Anlage war recht spartanisch. Dies entsprach den Idealen der „Lebensreform“ und ermöglichte es, das Schulgeld niedrig zu halten. Ebenfalls im Sinne der Lebensreform wurden die Schüler angehalten, nichts abzuschließen und alle Heimlichkeiten zu vermeiden. Offenheit, Vertrauen und Verständnis, sowie Fleiß und Gemeinsinn waren Erziehungsziele des LLL.

## Naturismus
Eine Besonderheit des LLL war der Naturismus. Anders als etwa in der 1910 gegründeten Odenwaldschule, wo nur der Sportunterricht nackt durchgeführt wurde, lebte man grundsätzlich unbekleidet. Auch im Freien, soweit es die Temperaturen zuließen. „In sonst gesundem seelischen Klima ist Nacktsein nach unseren langjährigen Erfahrungen wie nach immer mehr sich durchsetzender allgemeiner Ansicht ein nicht zu unterschätzender Erziehungsfaktor“, beschrieb Fränzel 1932 diesen Aspekt seiner Schule. Nach übereinstimmenden Berichten früherer Schüler nahmen die Bauern der Umgebung am Naturismus des LLL keinen Anstoß.

## Entwicklung nach 1945
Nach Ende des Zweiten Weltkrieges gab es Überlegungen früherer Schüler und Lehrer, das LLL wieder zu eröffnen. Aber die wirtschaftliche Situation der Nachkriegszeit sowie die prüde restaurative Atmosphäre der Adenauer-Ära ließen die Neugründung einer derartig bahnbrechenden Schule nicht zu.
Bis heute befindet sich auf dem Gelände des früheren Lichtschulheims das Lichtheideheim Glüsingen eine naturistische Ferienanlage und FKK-Campingplatz, von der Familie Fränzel in dritter Generation (seit 2018) betrieben.
Am 28. März 2016 wurde im Unterrichtsraum des ehemaligen Lichtschulheims der Jugendverein Bund junger Naturisten (BjN) e. V. gegründet. Mitgründer war u. a. Jörg Fränzel, Sohn des Pädagogen Walter Fränzel und selbst Schüler im damaligen Lichtschulheim. Die Ideale des Jugendbundes insbesondere der Schwerpunkte Naturismus und des Wandervogels, ließen für ihn die Geschichte des Lichtschulheims neu aufleben.